# Vergelijking van Ramanujan-Nagell
In de getaltheorie, een deelgebied van de wiskunde, is de vergelijking van Ramanujan-Nagell een bijzondere exponentiële diofantische vergelijking.

## Vergelijking en oplossing
Voor de vergelijking
{\displaystyle 2^{n}-7=x^{2}}
bestaan oplossingen in de natuurlijke getallen {\displaystyle n} en {\displaystyle x} alleen voor {\displaystyle n} = 3, 4, 5, 7 en 15.
De vergelijking werd in 1913 als een vermoeden geponeerd door de Indiase wiskundige Srinivasa Ramanujan (1887-1920) en in 1943 onafhankelijk voorgesteld door de Noorse wiskundige Wilhelm Ljunggren (1905-1973). Kort daarna werd het vermoeden bewezen door de Noorse wiskundige Trygve Nagell (1895-1988). De waarden op {\displaystyle n} corresponderen met de waarden van {\displaystyle x} als:
{\displaystyle x} = 1, 3, 5, 11 en 181

## Driehoekige mersennegetallen
De vergelijking van Ramanujan-Nagell is equivalent met het vinden van alle getallen van de vorm {\displaystyle 2^{b}-1} (mersennegetallen) die driehoekig zijn. De mogelijke waarden van {\displaystyle b} zijn precies die van de getallen {\displaystyle n-3} in de oplossing van de vergelijking van Ramanujan-Nagell, zodat de enige driehoekige mersennegetallen 0, 1, 3, 15 en 4095 zijn (rij A076046 in OEIS).